# Rachel Zylberberg
Pour les articles homonymes, voir Zylberberg.
Rachel (Sarenka) Zylberberg (5 janvier 1920 – 8 mai 1943) était une résistante juive polonaise et participante au soulèvement du ghetto de Varsovie. Zylberberg était membre de l'Hashomer Hatzair, le mouvement de la jeunesse sioniste-socialiste. Après l'invasion allemande de la Pologne au début de la Seconde Guerre mondiale, elle a quitté la capitale pour Wilno dans la partie nord-est de la Pologne d'avant-guerre (aujourd'hui Vilnius, Lituanie), puis est retourné à Varsovie avec Chajka (Chaika) Grossman et a été activement impliquée dans la résistance juive.
Sarenka Zylberberg («Petit chevreuil» ou «Faon» en polonais) a été l'une des rares dirigeantes qui est ré-entrée dans le ghetto assiégé, plutôt que de s'enfuir. Elle a été parmi les premiers à diffuser les connaissances sur le plan nazi visant à exterminer les Juifs pendant la Shoah. Zylberberg confronte ses pairs[Qui ?] à plusieurs reprises avec cette information, jusqu'à ce qu'elle convainc Mira Fuchrer, la femme de Mordechaj Anielewicz et finalement Anielewicz lui-même, ainsi que d'autres leaders du mouvement, de la gravité de leur situation.
Afin de ré-entrer de nouveau dans le ghetto assiégé et de rejoindre l'Unité de combat de l'Hashomer Hatzair, elle a abandonné sa fille Maya, dont l'histoire est inconnue. Elle est morte dans le bunker appelé Bunker d'Anielewicz sous le no 18 de la rue Miła à Varsovie, où son nom est gravé sur un monument avec ceux de près de cinquante juifs combattants. Rachel était plus familièrement connu sous le nom Sarenka, qui se traduit en hébreu comme Ofra.

## Enfance et éducation
Rachel Zylberberg est née Rachela Zylberberg à Varsovie de parents juifs orthodoxes : Alexander (Sender) et Masha née Nordwind. Ses parents possèdent un magasin de produits laitiers au 37 puis au 40a de la rue Nowolipki. Rachela Zylberberg étudie au lycée juif et rejoint le Hashomer Hatzair, où elle devient membre de la « brigade de front », avec Mordechaj Anielewicz futur commandant du soulèvement du ghetto de Varsovie. Elle excelle dans ses études, également en sports, et est connue pour ses fortes capacités d'organisation. À partir de 1938, elle devient un chef de groupe pour les jeunes étudiants qui ont alors beaucoup d'admiration pour elle. Elle reçoit son diplôme le 1er septembre 1939, jour de l'invasion allemande de la Pologne. Deux semaines plus tard, dans le cadre du pacte germano-soviétique, l'URSS envahit à son tour la Pologne de l'Est.

## En République soviétique de Lituanie
Sarenka s'échappe vers l'est face à l'avancée allemande, avec sa sœur Ruth. Elle arrive d'abord à Kaidani, qui à l'époque sous contrôle russe, pour rejoindre le kibboutz Ha-Manof et, finalement Wilno pour rejoindre le kibboutz Hashomer Hatzair. Avec sa bonne éducation, elle prend immédiatement un rôle important dans la vie du kibboutz. Elle vit à Wilno avec son partenaire, Moshe Kopito, qui est aussi un ami proche de Mordechaj Anielewicz, les deux hommes ayant rejoint ensemble le mouvement.
Le 22 février 1941, la fille de Zylberberg, Maya, naît. Le 22 juin 1941, l'armée allemande attaque les positions soviétiques dans l'est de la Pologne sous le nom de code d'Opération Barbarossa. Zylberberg décrit plus tard la « déportation » des Juifs du ghetto vers Ponary, dans la banlieue de Wilno, où le massacre de Ponary sera réalisé. Elle écrit: 
« Ce fut une nuit d'horreur. Nous - les membres de Hashomer Hatzair - nous sommes cachés dans un appartement. Nous avons entendus des voix venant de la rue. Les véhicules allemands se sont stoppés et nous avons entendus des voix, des cris, des tirs, des pleurs terribles. C'est comme ça qu'ils ont évacué une rue après l'autre. Vers où ? Vers la forêt à la sortie de la ville, Ponar [Ponary], sans doute dans la vallée du massacre. »
Zylberberg entre dans la clandestinité au couvent des Petites Sœurs dans la forêt, à 6 km de Wilno. Apparemment, elle y reste avec Abba Kovner et Joseph Shamir. En tout, une quinzaine de camarades sont cachés ensemble dans le couvent. Là, l'idée de l'insurrection prend forme et se fonde autour de la déclaration de Kovner : « Ne nous laissons pas conduire comme des agneaux à l'abattoir ! ». La connexion entre les insurgés de Hashomer Hatzair et le couvent catholique est organisé par Yodviga Dudezits avec l'aide d'Irena Adamowicz, reconnue comme Justes parmi les Nations par Yad Vashem. Les deux femmes appartiennent au mouvement démocratique des scouts polonais et toutes les deux cachent des militants de Hashomer Hatzair, lorsque la ville est détruite par les Russes.
Après l'assassinat de Moshe Kopito par les nazis alors qu'il est sorti acheté du lait pour leur fille, Zylberberg place Maya dans un orphelinat de Wilno sous le nom de Yodviga (Jadwiga) Sogak. On perd la trace de l'enfant à partir de cet instant. À l'époque, le commandement du Hashomer Hatzair de Wilno décide de renvoyer Zylberberg à Varsovie. Chaikeh (Chajka) Grossman est envoyé par le mouvement la ramener. Zylberberg avec comme la fille de Grossman car même s'ils sont tous les deux jeunes, mais Grossman est l'aîné. Grossman écrira plus tard : « Cette fois, je ne suis pas arrivé à Varsovie seul. Je suis arrivé avec Sarenka. Je devais ramener Sarenka à Varsovie depuis Wilno, après la mort de Moshe Kopito. Nous avons décidé de la transférer dans une famille à Varsovie et de passer à l'action. » Le retour de Zylberberg doit lui permettre de mener les jeunes à l'intérieur du ghetto et pour aider sa famille.

## Mort dans le ghetto de Varsovie

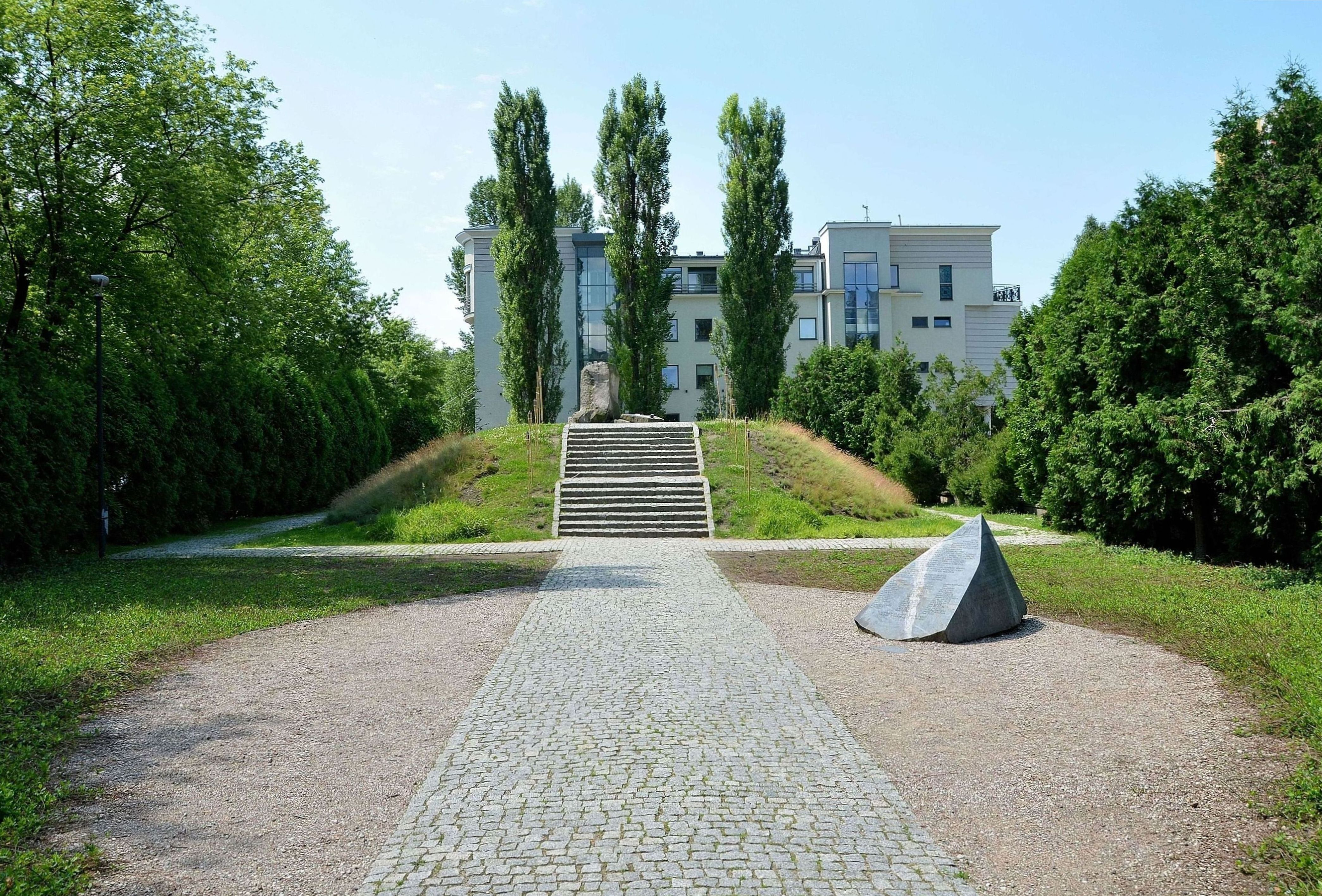
Vue générale du mémorial de la Miła 18 à Varsovie, lieu de son décès

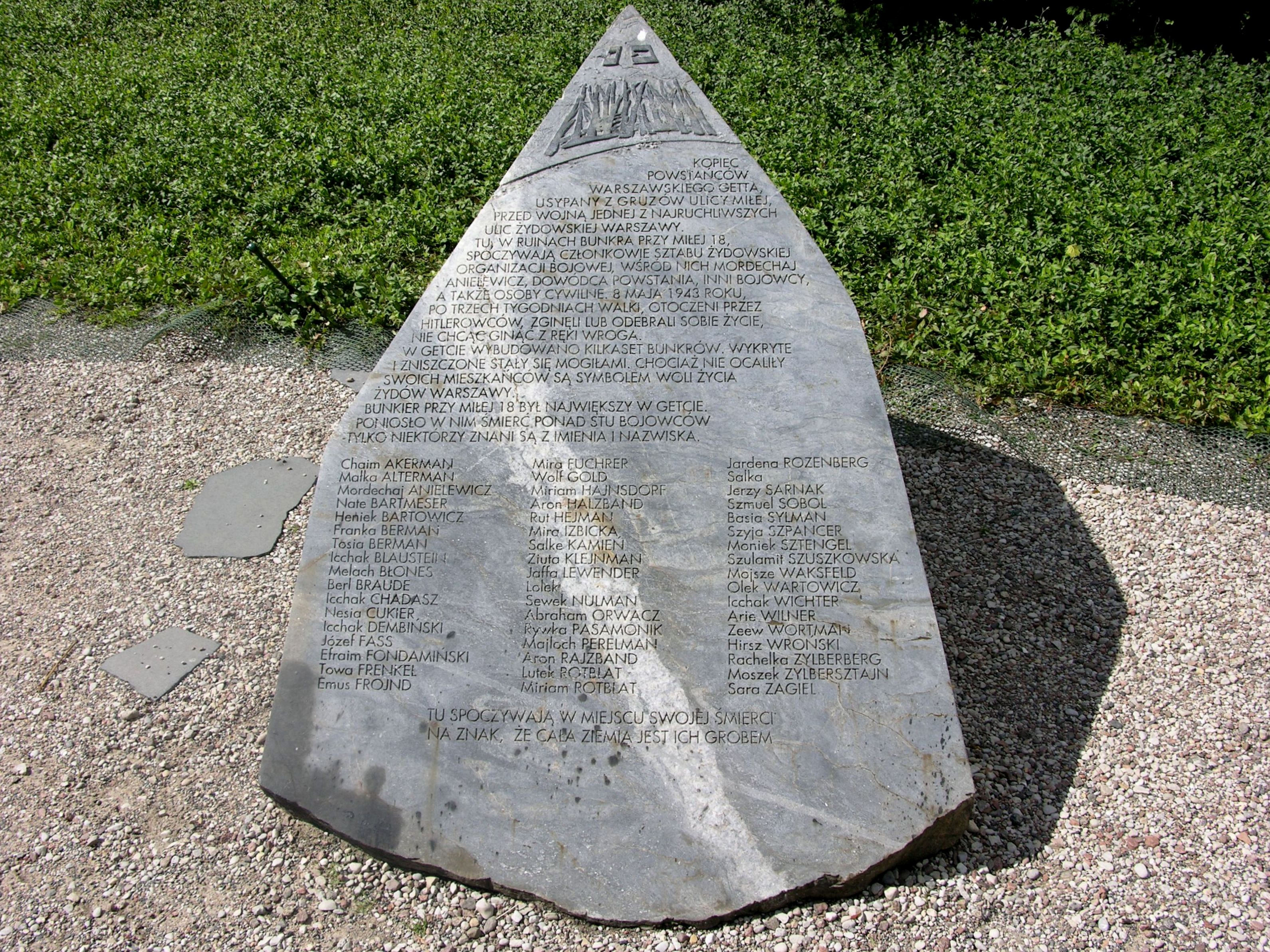
Les noms des combattants juifs sur l'obélisque au mémorial de Miła 18 à Varsovie

Zylberberg rentre dans le ghetto de Varsovie en janvier 1942, avec deux objectifs. La première est de raconter, en tant que témoin oculaire, l'extermination méthodique des juifs de Ponary près de Wilno ; ses compatriotes n'étant alors pas au courant. La deuxième est de les motiver à la rébellion dans le ghetto contre les nazis. À son retour, un groupe de jeunes se réunis autour d'elle, certains qu'elle avait elle-même entraînés. Elle détaille le massacre nazi : 
Un jour, nous avons été appelés à notre brigade pour rencontrer une jeune femme déléguée du Ghetto de Wilno. Je crois que son nom était Sarenka (ou peut-être Rachel) ? Nous nous sommes tous assis sur le sol et devant nous se tient une jeune femme, âgée d'environ 22 ans, dont les cheveux montrent déjà des traces blanches. Dans la pénombre, elle avait l'air tellement beau et noble, mais ses yeux semblaient éteints.
Elle est morte dans le bunker sous la rue Miła 18, où son nom est gravé sur un mémorial.